# Mugil setosus
Mugil setosus és un peix teleosti de la família dels mugílids i de l'ordre dels perciformes. Pot arribar als 30 cm de llargària total. Menja algues i detritus.